# Jacques-Christophe Naudot
Pour les articles homonymes, voir Naudot.

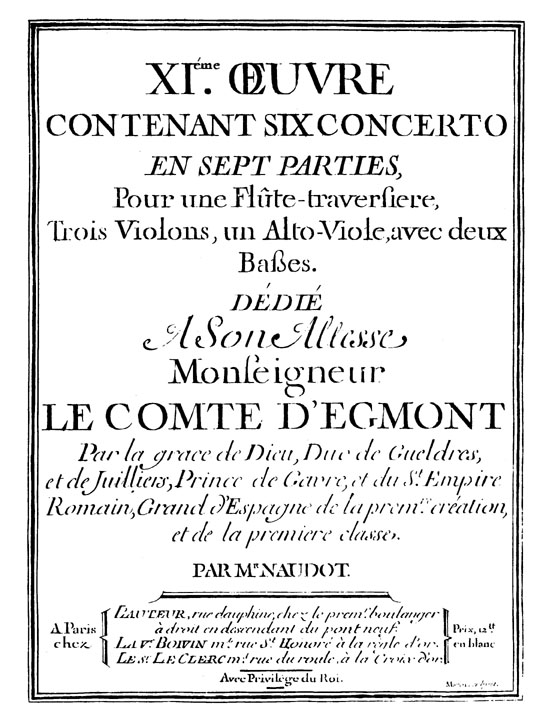
Frontispice de l'œuvre 11e de Naudot

Jacques-Christophe Naudot né vers 1690, mort le 26 novembre 1762 est un compositeur et flûtiste français.

## Quelques éléments biographiques
Ses différents privilèges d'édition ne lui attribuent aucune charge officielle et sur un document de mariage de 1719, il est simplement désigné comme maître de musique. En il demeurait ordinairement à Paris, rue Dauphine, chez le premier boulanger à droit en descendant du pont neuf.
Il écrivit principalement des pièces pour son instrument (concertos, sonates, duos avec ou sans basse continue), publiées pour la plupart entre 1726 et 1740 à Paris. Il bénéficiait dans cette ville d'une renommée d'interprète (dont on ne connaît d'ailleurs presque rien sur les représentations) et professeur.
Membre de cercles d'aristocrates et de riches bourgeois, Naudot a profité de la protection de nombreux mécènes. Il dédia ainsi à ses protecteurs de nombreuses œuvres.
En 1739, le poète Denesle (v. 1694 - v. 1759) l'inclut à son ode Syrinx ou l'origine de la flûte, avec Michel Blavet et Lucas.
En 1737 il appartient aux loges maçonniques Sainte-Geneviève et Coustos-Villeroy, et sera brièvement incarcéré avec trois autres frères lors des persécutions de 1740, à la prison du For-l'Évêque. Il semble qu'il ait été actif dans cette loge puisque le 23 mars 1737, on note sur les registres de la confrérie que le frère Naudot a proposé Mr. de Clérambault qui a été balloté et admis par tous les frères...
Le 26 du même mois, Naudot propose son fils qui a été balloté et reçu sur le champ par dispense.
Plus importante est cette mention du 9 mai : « le V. M. Cousteau a proposé aux frères de la part du t v m duc de Villeroy de nommer le frère Naudot surintendant de la musique de la loge et le dit frère Naudot ayant exécuté la marche des massons qu'il a composé tous les frères ont donné leur voix pour lui confier le soin de notre musique, les frères musiciens ayant été consultés ».
Il dédia plusieurs de ses œuvres au comte de Clermont, grand maître de la Grande loge maçonnique de France depuis 1743.
Il semble également avoir entretenu des relations avec Boismortier car ce dernier participe, en 1752, à la publication de deux de ses recueils...

## Œuvres

### Avec opus
- opus 1 : 6 sonates pour la flûte traversière avec la basse (1726) - Dédiées au Comte d'Egmont
- opus 2 : 6 sonates en trio pour deux flûtes traversières et la basse (1726)
- opus 3 : 6 sonates pour deux flûtes traversières sans basse (1727)
- opus 4 : 6 sonates pour la flûte traversière avec la basse (1728)
- opus 5 : 6 sonates pour deux flûtes traversières sans basse (1728)
- opus 6 : 6 sonates pour deux flûtes traversières sans basse (1728)
- opus 7 : 6 sonates et un Caprice en trio pour deux flûtes traversières, violons, et hautbois avec la basse ; dont il y en a trois peuvent se jouer sur les musettes, vièles et flûtes à bec (v.1730) - Dédiées à l'épouse de Jean Paris de Monmartel
- opus 8 : 6 Fêtes rustiques en trio pour les musettes, vièles, flûtes, hautbois ou violons avec la basse (av.1737)
- opus 9 : 6 sonates pour la flûte traversière avec la basse, la 5e peut se jouer sur la musette (v.1737)
- opus 10 : 6 Babioles pour deux vièles, musettes ou autres instruments sans basse (1737)
- opus 11 : 6 concertos en sept parties pour la flûte, trois violons, un alto-viole et deux basses (1737) - Dédiés au Comte d'Egmont
- opus 12 : Diverses pièces pour la flûte traversière avec la basse (1737)
- opus 13 : 6 sonates pour la flûte traversière avec la basse (v.1740)
- opus 14 : 6 sonates dont trois sont par accords pour la vièle avec la basse (v.1740)
- opus 15 : 6 sonates en trio pour deux flûtes traversières et basse  (1740)
- opus 16 : 6 sonates pour une flûte traversière et basse (1740)
- opus 17 : 6 concertos pour les vièles ou musettes, deux violons et basse continue (1742) - Dédiés à Danguy l'aîné [virtuose de vielle à roue] : "A Monsieur Danguy Laisné.  Monsieur,  Je croirois manquer de reconnaissance, si je ne vous offrois un ouvrage qui vous doit le jour, et sur lequel vous avés tant de droit : vôtre belle Execution, vos sons touchans, le goût que vous lui donnés en le joüant qui a ravi tous ceux qui vous ont entend, sont autant de raisons pour vous l'offrir (...)."

### Sans opus
- Les Plaisirs de Champigny pour musettes, vièles, flûtes et basse (s.d.)
- Petit livre de pièces pour deux cors de chasse, trompettes, flûtes traversières ou hautbois (1733)
- Divertissement champêtre en trio pour musette ou vièle, une flûte et un violon (1749)
- 25 menuets pour deux cors de chasse, trompettes, flûtes traversières, hautbois, violons et pardessus de viole (1748)
- L'Etrenne d'Iris, cantate à voix seule avec accompagnement de flûte ou de violon (1736)
- Chansons notées de la très vénérable confrérie des Maçons libres (1737)
- Noëls choisis et connus avec leurs variations pour deux flûtes traversières ou autres instruments, ajustés par M. Naudot. Paris, Boismortier, Mme Boivin, Le Clerc (1752)
- Airs choisis et connus en duo avec leurs variations pour deux flûtes traversières ou autres instruments. Paris, Boismortier, Mme Boivin, Le Clerc (1752).

## Orientation bibliographique
- N. Denesle, Syrinx, ou l'origine de la flûte. Poèmes. À Messieurs Naudot, Blavet, Lucas, Paris, Mérigot, 1739.
- T.J. Underwood, The Life and Music of Jacques-Christophe Naudot (thèse inédite, North Texas State University, 1970).
- J.M. Bowers, The French Flute School from 1700 to 1760 (thèse inédite, NUniversity of California, Berkeley, 1971).
- R. Cotte, La musique Maçonnique et ses musiciens, ed. du Baucens, Braine-le-Comte, 1975.